# Julio Pineda
Julio Pineda Romero (Camas, Sevilla, España, 17 de julio de 1972) es un exfutbolista español. Jugaba de delantero y su último equipo fue el Lucena CF. Actualmente es segundo entrenador del Xerez CD de la Tercera División de España.

## Trayectoria
Julio Pineda comienza dándose a conocer en el Isla Cristina de Tercera División en la temporada 1994/95, consiguiendo disputar la promoción de ascenso. Esta buena temporada provoca que el Recreativo de Huelva se fije en él y lo fiche para las próximas dos campañas, estando a punto de obtener un ascenso a Segunda División en su segundo año.
Sin embargo, tras la decepción de no obtener el salto de categoría, el camero recala en el por aquel entonces Almería CF para la temporada 1997/98. Su paso por el club almeriense es fugaz, y el siguiente año ficha por el Écija Balompié, donde a pesar de tener que pelear por la permanencia en Segunda B, anota 18 goles y se queda a 1 de igualar al pichichi.
Su buena campaña a título individual hace que fiche por el Xerez en la temporada 1999/00. En el club azulino juega dos años en Segunda B, clasificándose para la fase de ascenso a Segunda División los dos años, pero subiendo en el segundo. Con el Xerez CD debuta en Segunda División en la temporada 2001/02 de la mano de Bernd Schuster, llegando a rozar el ascenso a Primera en las dos temporadas en las que el alemán dirige al conjunto jerezano. Tras cuatro años en el Xerez, Pineda se marcha al CD Numancia donde permanece un total tres temporadas.
En su primer año allí es el máximo goleador del equipo, y logra el ascenso a Primera División en la temporada 2003/04. Julio debuta en Primera con 32 años, en la primera jornada de la temporada 2004/05, ante el Real Betis en Los Pajaritos. Sin embargo ese mismo año el Numancia no consigue la permanencia y desciende de categoría.
En su última temporada en el equipo soriano tiene un rendimiento irregular y alterna titularidades con suplencias, por lo que para la campaña 2006/07 ficha por el Córdoba CF. Allí disputa la promoción de ascenso a Segunda División y sube a Segunda, obteniendo también la permanencia al año siguiente.
Con 36 años, Julio Pineda ficha por el Lucena CF para la temporada 2008/09, donde acaba colgado las botas.

### Retiro
Tras dejar los terrenos de juego comienza a trabajar como entrenador de fútbol base en la cantera del Xerez CD. En la temporada 2012/13 se pone al frente del infantil "B" de Primera Adaluza, el cual acaba como primer clasificado, pero debido a la inestabilidad existente en el club se marcha al final de la temporada.
En la 2013/14, "El Pirata" Juan Pedro se hace con la dirección deportiva del Xerez, y convence a Pineda para que dirija al cadete "A". Con este equipo Julio consigue el ascenso a la máxima categoría de cadetes.
Tras esto, Pineda y Juan Pedro, que ya coincidieron como futbolistas en el Xerez CD y en el CD Numancia, se convierten en inseparables en el banquillo, pasando el camero a ser el segundo de "El Pirata". Juntos firman por el Atlético Sanluqueño para entrenar al juvenil, donde están dos años y consiguen un ascenso a División de Honor.
Ya en la 2017/18 se marchan al Jerez Industrial, y posteriormente al Xerez, donde Pineda incluso tiene que dirigir algunos partidos debido a una sanción que acarreaba Juan Pedro.

## Estadísticas
Actualizado a fin de carrera deportiva.
| Club                          | Div           | Temporada     | Liga  | Liga  | Liga   | Copas nacionales | Copas nacionales | Copas nacionales | Promociones de ascenso | Promociones de ascenso | Promociones de ascenso | Total | Total | Total  |
| Club                          | Div           | Temporada     | Part. | Goles | Asist. | Part.            | Goles            | Asist.           | Part.                  | Goles                  | Asist.                 | Part. | Goles | Asist. |
| ----------------------------- | ------------- | ------------- | ----- | ----- | ------ | ---------------- | ---------------- | ---------------- | ---------------------- | ---------------------- | ---------------------- | ----- | ----- | ------ |
| Isla Cristina CD · España     |               |               |       |       |        |                  |                  |                  |                        |                        |                        |       |       |        |
| 3.ª                           | 1994-95       | -             | -     | -     | -      | -                | -                | -                | -                      | -                      | -                      | -     | -     |        |
| Total club                    | Total club    | -             | -     | -     | -      | -                | -                | -                | -                      | -                      | -                      | -     | -     |        |
| Recreativo de Huelva · España |               |               |       |       |        |                  |                  |                  |                        |                        |                        |       |       |        |
| 2ª B                          | 1995-96       | 36            | 9     | -     | 0      | 0                | 0                | 0                | 0                      | 0                      | 36                     | 9     | -     |        |
| 2ª B                          | 1996-97       | 29            | 5     | -     | 0      | 0                | 0                | 5                | 2                      | -                      | 34                     | 7     | -     |        |
| Total club                    | Total club    | 65            | 14    | -     | 0      | 0                | 0                | 5                | 2                      | -                      | 70                     | 16    | -     |        |
| UD Almería · España           |               |               |       |       |        |                  |                  |                  |                        |                        |                        |       |       |        |
| 2ª B                          | 1997-98       | 31            | 7     | -     | 2      | 1                | -                | 0                | 0                      | 0                      | 33                     | 8     | -     |        |
| Total club                    | Total club    | 31            | 7     | -     | 2      | 1                | -                | 0                | 0                      | 0                      | 33                     | 8     | -     |        |
| Écija Balompié · España       |               |               |       |       |        |                  |                  |                  |                        |                        |                        |       |       |        |
| 2ª B                          | 1998-99       | 35            | 18    | -     | 0      | 0                | 0                | 0                | 0                      | 0                      | 35                     | 18    | -     |        |
| Total club                    | Total club    | 35            | 18    | -     | 0      | 0                | 0                | 0                | 0                      | 0                      | 35                     | 18    | -     |        |
| Xerez CD · España             |               |               |       |       |        |                  |                  |                  |                        |                        |                        |       |       |        |
| 2ª B                          | 1999-00       | 36            | 11    | -     | 0      | 0                | 0                | 5                | 1                      | -                      | 41                     | 12    | -     |        |
| 2ª B                          | 2000-01       | 30            | 5     | -     | 4      | 5                | -                | 4                | 1                      | -                      | 38                     | 11    | -     |        |
| 2.ª                           | 2001-02       | 40            | 14    | -     | 0      | 0                | 0                | 0                | 0                      | 0                      | 40                     | 14    | -     |        |
| 2.ª                           | 2002-03       | 30            | 5     | -     | 3      | 0                | -                | 0                | 0                      | 0                      | 33                     | 5     | -     |        |
| Total club                    | Total club    | 136           | 35    | -     | 7      | 5                | -                | 9                | 2                      | -                      | 152                    | 49    | -     |        |
| CD Numancia · España          |               |               |       |       |        |                  |                  |                  |                        |                        |                        |       |       |        |
| 2.ª                           | 2003-04       | 36            | 11    | -     | 1      | 0                | -                | 0                | 0                      | 0                      | 37                     | 11    | -     |        |
| 1.ª                           | 2004-05       | 26            | 1     | -     | 3      | 1                | -                | 0                | 0                      | 0                      | 29                     | 2     | -     |        |
| 2.ª                           | 2005-06       | 27            | 2     | -     | 2      | 1                | -                | 0                | 0                      | 0                      | 29                     | 3     | -     |        |
| Total club                    | Total club    | 89            | 14    | -     | 6      | 2                | -                | 0                | 0                      | 0                      | 95                     | 16    | -     |        |
| Córdoba CF · España           |               |               |       |       |        |                  |                  |                  |                        |                        |                        |       |       |        |
| 2ª B                          | 2006-07       | 33            | 9     | -     | 1      | 0                | -                | 3                | 0                      | -                      | 37                     | 9     | -     |        |
| 2.ª                           | 2007-08       | 21            | 3     | -     | 1      | 1                | -                | 0                | 0                      | 0                      | 22                     | 4     | -     |        |
| Total club                    | Total club    | 54            | 12    | -     | 2      | 1                | -                | 3                | 0                      | -                      | 59                     | 13    | -     |        |
| Lucena CF · España            |               |               |       |       |        |                  |                  |                  |                        |                        |                        |       |       |        |
| 2ª B                          | 2008-09       | 26            | 1     | -     | 0      | 0                | 0                | 0                | 0                      | 0                      | 26                     | 1     | -     |        |
| Total club                    | Total club    | 26            | 1     | -     | 0      | 0                | 0                | 0                | 0                      | 0                      | 26                     | 1     | -     |        |
| Total carrera                 | Total carrera | Total carrera | -     | -     | -      | -                | -                | -                | -                      | -                      | -                      | -     | -     | -      |